# (118230) Sado
(118230) Sado est un astéroïde de la ceinture principale.

## Description
(118230) Sado est un astéroïde de la ceinture principale. Il fut découvert le 30 novembre 1996 à Chichibu par Naoto Satō. Il présente une orbite caractérisée par un demi-grand axe de 2,72 UA, une excentricité de 0,28 et une inclinaison de 11,1° par rapport à l'écliptique.

## Compléments